# イエス・ミュージックの夜
『イエス・ミュージックの夜』（An Evening of Yes Music Plus）は、1993年に発表されたアンダーソン・ブラッフォード・ウェイクマン・ハウ（ABWH）のライブ・アルバム。
1989年9月9日にカリフォルニア州の「ショアライン・アンフィシアター（Shoreline Amphitheatre）」で開かれたコンサートの録音で、アメリカのテレビ番組『キング・ビスケット・テレビジョン』用に収録した映像からの音声を編集したものである。

## 解説
ABWHは1989年6月にアルバム『閃光』を発表した後、同年7月27日のメンフィス公演を皮切りに9月10日までアメリカ・ツアーを行なった。このツアーには『閃光』の録音に参加したトニー・レヴィン（ベース）とミルトン・マクドナルド（ギター）も参加した。
このライヴ・アルバムおよび後述のビデオが収録された9月9日の頃は、レヴィンは体調不良でダウンしたので、メンバーのビル・ブルーフォードの推薦を受けたジェフ・バーリンが同コンサートを含めて3回の公演で代役を務めた。

## 収録曲(約130分)
1. オープニング-青少年のための管弦楽入門
2. 時間と言葉〜TEAKBOIS〜ロンリー・ハート〜時間と言葉
3. ザ・クラップ〜ムード・フォー・ア・デイ
4. マドリガル〜ゴーン・バット・ノット・フォーゴトン〜キャサリン・パー〜魔術師マーリン
5. 遥かなる想い出
6. バースライト
7. 同志
8. スターシップ・トゥルーパー
9. 危機
10. テーマ
11. ブラザー・オブ・マイン
12. 燃える朝焼け
13. オーダー・オブ・ザ・ユニヴァース
14. ラウンドアバウト

### 注
4曲目のリック・ウェイクマンのキーボード・ソロによるメドレーの曲目の中に「ゴーン・バット・ノット・フォーゴトン」と書かれているが、実際には同曲は演奏されていない。

## メンバー

### ABWH
- ジョン・アンダーソン
- ビル・ブラッフォード
- リック・ウェイクマン
- スティーヴ・ハウ

### サポート・メンバー
- ジェフ・バーリン（ベース）
- ジュリアン・コル（キーボード）
- ミルトン・マクドナルド（ギター）

## ライブ・ビデオ
同じテレビ番組『キング・ビスケット・テレビジョン』用に収録した映像を元にした同名のライブ・ビデオが存在する。
- 1993年に2枚組レーザーディスクで株式会社ビデオアーツ・ミュージックからリリースされた[3]が、後に絶版。
- 1989年〜1990年、NHKの衛星放送で60分のダイジェスト版が放送された。
- 1999年、LDの内容がVol.1/Vol.2に分割された形でDVDとしてリリースされた[4][5]。
- 2007年、DVD2枚組として再発売[6]。ボーナストラックとして「イン・ザ・ビッグ・ドリーム」に収録されたインタビュー映像が収録されている。ただしディスク及びパッケージ自体は輸入盤であり、LD時には存在した日本語字幕は存在しない。

### レーザーディスクの収録曲(2枚組・約150分)
Disk1
1. オープニング-青少年のための管弦楽入門
2. 時間と言葉～TEAKBOIS～ロンリー・ハート〜時間と言葉
3. ザ・クラップ〜ムード・フォー・ア・デイ
4. マドリガル〜ゴーン・バット・ノット・フォーゴトン〜キャサリン・パー〜魔術師マーリン
5. 遥かなる想い出
6. バースライト
7. 同志
8. ユア・ムーヴ〜オール・グッド・ピープル

Disk2
1. 危機
2. テーマ
3. ブラザー・オブ・マイン
4. ミーティング
5. 燃える朝焼け
6. オーダー・オブ・ザ・ユニヴァース
7. ラウンドアバウト
8. スターシップ・トゥルーパー

### DVDの収録曲
Vol.1
1. オープニング-青少年のための管弦楽入門
2. 時間と言葉〜TEAKBOIS〜ロンリー・ハート〜時間と言葉
3. ザ・クラップ
4. ムード・フォー・ア・デイ
5. マドリガル〜ゴーン・バット・ノット・フォーゴトン〜キャサリン・パー〜魔術師マーリン
6. 遥かなる想い出
7. バースライト
8. 同志
9. ユア・ムーヴ〜オール・グッド・ピープル
10. 危機

Vol.2
1. テーマ
2. ブラザー・オブ・マイン
3. ミーティング
4. 燃える朝焼け
5. オーダー・オブ・ザ・ユニヴァース
6. ラウンドアバウト
7. スターシップ・トゥルーパー